# Barbara Szeliga
Barbara Szeliga-Gałązka (ur. 13 października 1961 w Bydgoszczy) – polska aktorka teatralna. 

## Życiorys
W latach 1984−1988 adept, a od 1988 roku aktorka Teatru Żydowskiego w Warszawie.
W 1988 roku zdała aktorski egzamin eksternistyczny ZASP.

## Kariera
| Aktorka teatralna Teatr Żydowski w Warszawie - 2008: W nocy na starym rynku. Gorączka jesiennej nocy - 2007: Straszna gospoda - 2006: Tradycja - 2006: Dla mnie bomba - 2006: Zaczarowany krawiec - 2006: Sen o Goldfadenie - 2005: Żyć, nie umierać! - 2005: Publiczność to lubi - 2004: Między dniem a nocą - 2003: Królewna Śnieżka - 2002: Kopciuszek - 2002: Skrzypek na dachu - 2002: Cud Purymowy - 2001: Monisz czyli szatan... - 2000: Kamienica na Nalewkach - 1998: ...I stał się cud - 1997: Ballada o brunatnym teatrze - 1995: Kto jest kto - 1994: Błądzące gwiazdy - 1994: Swat w zielonym szaliku - 1993: My Żydzi polscy - 1992: Trubadur z Galicji - 1991: Gdybym był bogaczem - 1990: Dybuk - 1990: Ballada o ślubnym welonie - 1986: Pieśń o zamordowanym... | Aktorka filmowa - 2001: Przedwiośnie Teatr Telewizji - 2000: Kamienica na Nalewkach - 1993: Pieśń o zamordowanym żydowskim narodzie Użyczyła głosu - 2001: Uprising |

## Odznaczenia
- Srebrny Krzyż Zasługi (2005)[2][1]
- Odznaka honorowa „Zasłużony dla Kultury Polskiej” (2009)[1]